# 埃施訥貝格山
47°14′25″N 9°33′56″E / 47.24028°N 9.56556°E

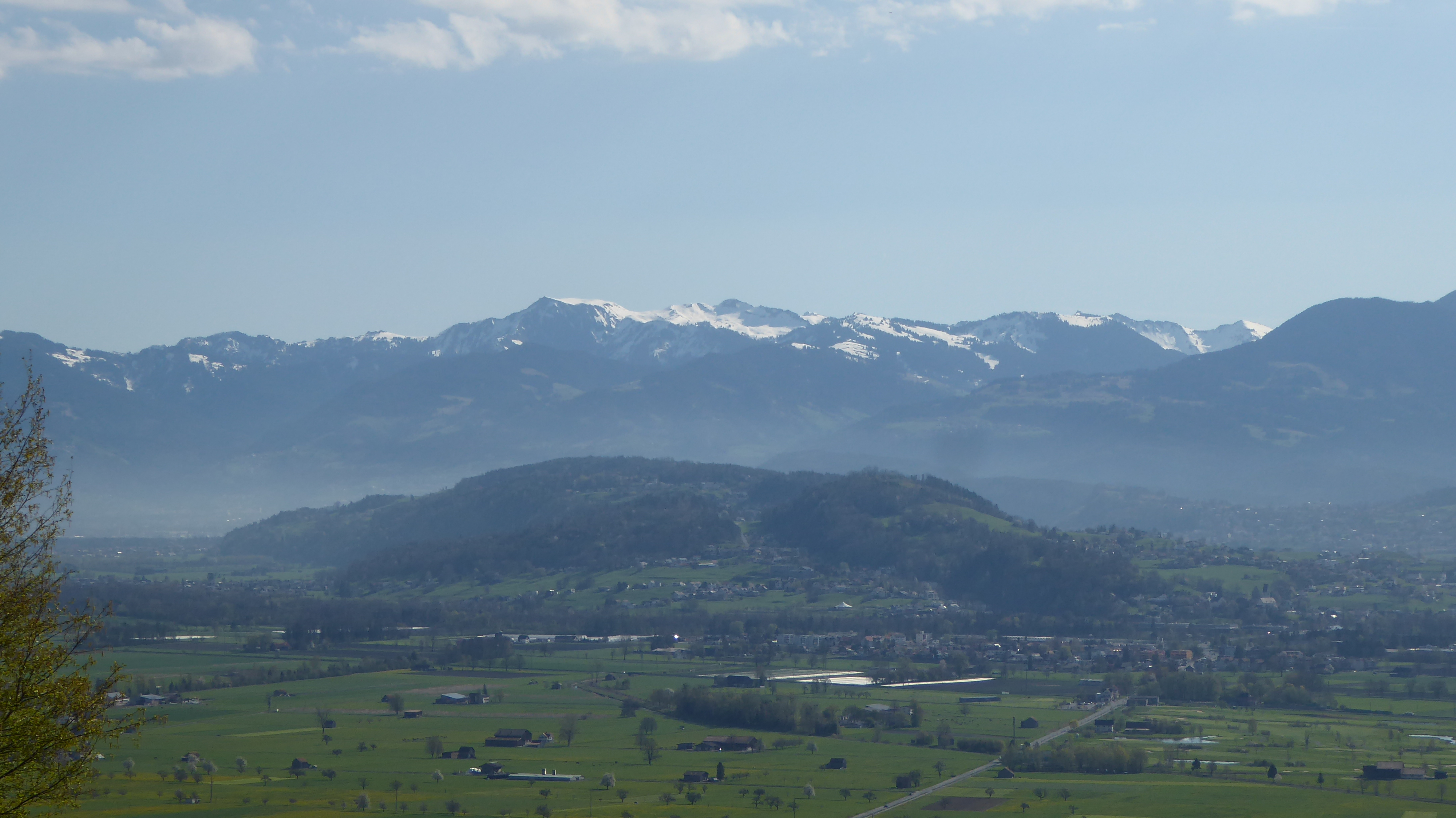

埃施訥貝格山（德語：Eschnerberg），是中歐的山峰，位於奧地利和列支敦士登接壤的邊境，屬於雷蒂孔山的一部分，處於費爾德基希附近，海拔高度698米。